# La tienda de muñecos
La tienda de muñecos es una colección de cuentos, publicada en 1927 por del escritor venezolano Julio Garmendia, aunque escritos antes de 1924.El libro fue editado por primera vez en París, por la Editorial Excélsior.
Este libro es considerado uno de los primeros ejemplos de realismo mágico, así como una obra renovadora de la literatura fantástica y de ciencia ficción en Hispanoamérica. Para Óscar Sambrano Urdaneta, la normalización de lo fantástico y la yuxtaposición de "(p)ersonajes inverosímiles en ambientes verosímiles, esto es, elementos contrapuestos que parecieran excluirse", es una técnica practicada por Garmendia desde muy temprano, antes de que Arturo Uslar Pietri acuñara el término "realismo mágico" o de que Alejo Carpentier hiciera lo propio con el término "real maravilloso".
La tienda de muñecos es el libro más conocido y quizá el más representativo de la obra de Garmendia. Allí Garmendia hace uso de una prosa matefísica, conceptual y metaficcional, para explorar ideas como la paranoia, el doppelgänger, la ucronía, la distopía, el futurismo, la anticipación, la inmortalidad, el pacto demoníaco o la noción cristiana del infierno; poniendo bajo cuestión los avances técnico-científicos y las nociones de realidad y de moral.

## Cuentos
La tienda de muñecos está compuesto por ocho cuentos: La tienda de muñecos, El cuento ficticio, El alma, El cuarto de los duendes, Narración de las nubes, El librero, La realidad circundante y El difunto yo. 
En la edición de Monte Ávila Editores de 1990, se incluyen, además los textos Carta preliminar, de César Zumeta, Prólogo, de Jesús Semprum, Mediodía, de José Balza y Epílogo: Julio Garmendia, de Domingo Miliani.

### La tienda de muñecos
La tienda de muñecos es el cuento que da título al libro. El cuento abre con un prólogo en el que un primer narrador explica cómo otro narrador ha puesto en sus manos el relato, lo cual funciona como estrategia para dar un significado doble a la narración (asó como a la totalidad del libro).
La tienda de muñecos relata la historia de tres generaciones de tenderos, guardianes de los muñecos, vistas en retrospectiva en el momento de la agonía de uno ellos. Es un cuento de alto contenido simbólico, en el que los muñecos son a su vez artefactos inanimados y representantes de la humanidad, organizada de acuerdo a una estricta jerarquía moral, política y económica.
Se trata de un relato muy representativo de la obra de Garmendia, en la que abunda la cosificación de los personajes o el otorgar personalidad a las cosas naturales (la manzanita criolla acomplejada frente a sus pares del Norte en el cuento Manzanita, o la hoja marchita que se niega a morir en La hoja que no había caído en su otoño), o a los artefactos (la motocicleta como símbolo del desarraigo en La motocicleta selvática).

### El cuento ficticio
Desde sus comienzos, la cuentística de Garmendia se caracterizó por su propuesta vanguardista, con interés por lo insólito y que algunos consideran heredera de la literatura filosófica de Pedro Emilio Coll – la compilación de esbozos, o collage literario en el que abunda la metaficción, lo raro y lo fantasioso.La narrativa de Garmendia puede, en este sentido ser relacionada con lo conceptual. Para Garmendia el cuento no es solamente una anécdota, sino el concepto de la anécdota.
 

En este sentido, en El cuento ficticio, el narrador es un héroe anónimo de la literatura, que empieza la historia diciendo:
Hubo un tiempo en que los héroes de las historias éramos todos perfectos y felices al extremo de ser completamente inverosímiles.
El narrador es a la vez la voz narradora del cuento y un héroe inexistente de la literatura, y cuenta una historia que es conscientemente ficticia. Para Juan Carlos Chirinos, se trata no solo de un cuento-concepto, o cuento-idea, sino de una especie de ars narrativa o manifiesto literario a favor de la ficción.
Para José Balza, "la narración expuesta por el cuento (refiriéndose a El cuento ficticio) se nos ha convertido en un análisis de cómo debe ser la ficción. Si recordamos ahora los estragos que el criollismo y otras variaciones realistas imponían) a la escritura en América Latina, ya podemos imaginar qué audacia y qué exigencia representaba en Venezuela (o en el continente) un texto como el de Garmendia. Curiosamente esta profecía no surge en el vacío: ella anticipa lo que de manera exacta comenzará a producirse entre nosotros años más tarde. Borges, Cortázar, Guimaraes Rosa parecen acoger en su narrativa casi milimétricamente los territorios demarcados por Julio Garmendia."

### El alma
En El alma, Garmendia explora el complejo faústico y las ansias de inmortalidad, otorgando bondad, afectuosidad y ternura al arquetipo demoníaco. Este cuento se relaciona con las concepciones garmendianas de cielo e infierno, ya tratadas en cuentos como El camino de la gloria, El gusano de luz, Una visita al Infierno o Historia de mi conversión, en los que se revierte el malditismo típico de la poesía y narrativa modernista.
Además, " el cuento de Garmendia le da un giro interesante a la tradición clásica del pacto al poner en duda la existencia de un alma en el cuerpo del sujeto elegido. Desde una visión vanguardista, que interpela las condiciones materiales de los objetos y su total descreimiento en la espiritualidad, el relato introduce una variable problemática al tema de la venta de almas: la posibilidad de que en estos tiempos modernos haya individuos que no tengan una".

### El cuarto de los duendes
En El cuarto de los duendes Garmendia explora la mirada infantil frente a la mirada de los adultos, en una habitación poblada por seres mágicos.Al igual que con Narración de las nubes, la crítica ha relacionado este relato con la simbología en torno a la maternidad.

### Narración de las nubes
Narración de las nubes es un relato dividido en seis partes, en el que el narrador parte hacia el cielo a perseguir las enaguas de una mujer. En este relato Garmendia explora la concepción de la vida, la búsqueda de los orígenes y la existencia de una especie de conocimiento primigenio, platónico.

### El librero
Otro ejemplo de cuento-concepto o cuento-idea es El librero, en el que el protagonista es un librero que declara querer salvar a las víctimas de las novelas policíacas o de las tragedias, pues “hay que ser caritativos con los pobres seres que arrastran en las páginas de los libros una existencia desolada". Luego el librero desaparece mágicamente entre los libros de los anaqueles de humor. Se trata de otro héroe literario (como en El cuento ficticio) que lucha por lo finales felices, usando el humor.
Este cuento se tituló inicialmente, en la edición de 1927, Entre ellos... Posteriormente, en la segunda edición de La Tienda de Muñecos (Caracas, Ediciones del Ministerio de Educación, Biblioteca Popular Venezolana, 41, 1952), este cuento pasó a titularse Entre héroes… Este nombre permaneció intacto en la edición mexicana de 1959. Finalmente, en la reedición hecha por la Universidad de los Andes en 1970, el autor volvió a cambiar el título por el de El librero, título definitivo.

### La realidad circundante
En el cuento La realidad circundante también encontramos un cuestionamiento a un mundo cosificado, artificial y mecanizado. Este cuento describe el invento de una máquina que otorga al usuario la “capacidad artificial especial para adaptarse incontinenti a las condiciones de existencia, al medio ambiente y a la realidad circundante”.
Para autores como Daniel Arella o Carlos Sandoval, se trata de un cuento de ciencia ficción.
Para Diego Rojas Ajmad, La realidad circundante no puede ser, sin embargo, calificado de ciencia ficción, puesto que "no hay una alteración del orden de la realidad ni se emplea el discurso científico para elaborar sobre él una ficción. No hay asombro ni maravilla y es por ello que no se me muestra el carácter fantástico del cuento, menos el de la ficción científica", para Rojas Ajmad se trataría de una "representación de los poderes de la publicidad y de cómo un producto, sea las píldoras del doctor Ross o los peines magnéticos para detener la caída del cabello, puede encontrar a incautos compradores". Se trataría pues de la historia de una estafa. 
Para el chileno Gastón Germán Caglia La realidad circundante, puede ser calificado de Ubik (en referencia a la novela de Philip K. Dick) latinoamericano, enmarcado en el subgénero de la distopía. Se trata de "un relato en formato publicitario en donde el personaje principal vende un artefacto para adaptarse a la realidad que se llama Capacidad artificial especial para adaptarse incontinenti a las condiciones de existencia, al medio ambiente y a la realidad circundante y que sirve a los inadaptados a la realidad circundante, a los fantaseadores. Quien lo compra, un inadaptado que desea tomar ventaja sobre los neo-adaptados, pero lo deja sobre su escritorio sin usarlo. Este comprador es alguien que padece del mal crónico de fantasear."

### El difunto yo
Por último, en El difunto yo, se trata el tema del doble. A pesar de tratar un tema típico de la literatura fantástica dieciochesca, posee una estructura vanguardista, ya que está narrado en primera persona y el lector nunca puede determinar a ciencia cierta quién, entre los dos egos, escribe el relato.
Este cuento es narrado por Andrés Erre, el protagonista, quien dice haber extraviado a su doble, "(s)u esposa lo sorprende en plena búsqueda. Al ser interrogado, responde que ha perdido su sombrero y ella afirma que, hace rato cuando salió, lo llevaba puesto. Se lanza a la calle para dar con su alter ego pero no puede continuar; es apresado por haber causado alborotos y agresiones en diversos lugares. Rinde sus cuentas ante la ley y sale libre. Muy apenado y desconcertado ante la actuación de la parte de sí que ha escapado, decide continuar con las diligencias del día: va al periódico para pagar el espacio para un anuncio. Llega y descubre que éste ya ha sido publicado. Regresa pálido a la casa. Al verlo así, su mujer se preocupa y le prepara una cena frugal. Después le promete un purgante que debe tomar para mejorar su salud. Sale como suele hacer todas las noches y regresa pasadas “las dos de la madrugada” (Garmendia, 2008: 65). Con los ruidos que hace al entrar, despierta a su cónyuge, quien le pregunta si el remedio le ha sentado bien. Él exclama que no ha visto ningún purgante; su pareja lo desmiente, se lo ha tomado frente a ella. Al verse suplantado, se suicida."

## Ediciones
- Editorial Excelsior, París, 1927 (edición príncipe)
- Ediciones del Ministerio de Educación, Biblioteca Popular Venezolana, Caracas, 1952
- Centro Interamericano de Libros Académicos, México, 1959
- Universidad de los Andes, Mérida, 1970
- Monte Ávila Editores, Caracas, 1976 (reeditado en 1980, 1983, 1985, 1988, 1995, 2003 y 2004)
- Editorial Montesinos, Barcelona, 1995 (editado conjuntamente con La tuna de oro). ISBN 9788489354050
- CENAL, Colección Bicentenario Carabobo, Caracas, 2021.